# Augusto Ibáñez Sacristán

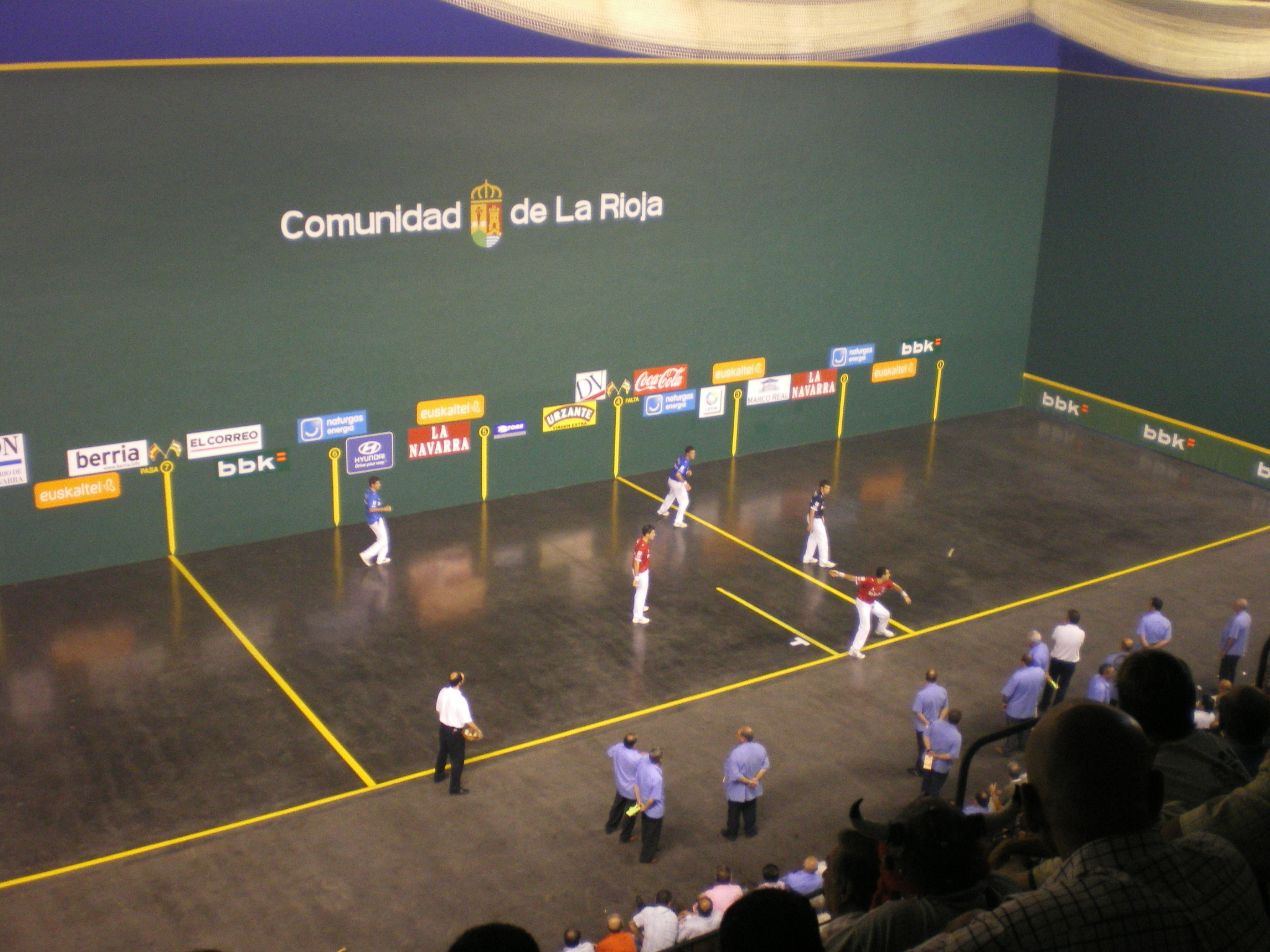
Titín golpea la pelota en un partido en el Frontón Adarraga.

Augusto Ibáñez Sacristán, conocido como Titín III (Tricio, La Rioja, 13 de enero de 1969) es un pelotari español, campeón del Cuatro y Medio en 2007 y campeón de Mano Parejas en 1994, 2000, 2004 y 2012. Fue concejal por el Partido Popular del Ayuntamiento de Logroño entre 2011 y 2015.

## Biografía
Debutó como profesional el 13 de septiembre de 1992 en el frontón Barberito I de Baños de Río Tobía, perdiendo el partido junto a Maiz II contra Bengoetxea IV y Berna por 22-21.
En 1994 junto con Arretxe venció su primera final del Campeonato de España de mano parejas, título que repitió en 2000 y 2004 con diferentes compañeros en la zaga.
El 2 de diciembre de 2007 se proclamó Campeón de Euskadi del Cuatro y Medio tras derrotar a Abel Barriola en la final por 22-15 en el Frontón Ogueta de Vitoria, partido muy emotivo debido al reciente fallecimiento de su padre, víctima de un infarto una semana antes.
El 10 de febrero de 2008 se inauguró una escultura de sus manos en la entrada del Frontón Adarraga de Logroño, y una fotografía de gran tamaño en la pared de rebote de la cancha.
El 30 de marzo de 2008 perdió la final del Campeonato de mano parejas junto con Laskurain, contra Olaizola II y Mendizábal II por 22-17.
Durante todos estos años también ha ganado en ocho ocasiones el torneo de parejas de la Feria de San Mateo, así como en otras ocho lo ha hecho en el Torneo de la Virgen Blanca.
Inicialmente, se retiró el 5 de octubre de 2014, con un homenaje recibido en el Frontón Adarraga de Logroño.Posteriormente, retomó el juego con la empresa Garfe desde 2015 hasta 2022, jugando su último partido en Sartaguda (Navarra) el 14 de enero de 2022, justo un día después de cumplir 53 años
Actualmente es Presidente de la Escuela de Pelota "Titín III". 

## Palmarés
- Subcampeón del Campeonato de España de Parejas de 1.ª 1992-93
- Campeón del Campeonato de España de Parejas de 1.ª 1993-94
- Subcampeón del Campeonato de Euskadi del 4 y 1/2 1997
- Campeón del Campeonato de España de Parejas de 1.ª 2000
- Subcampeón del Campeonato de la LEP.M del 4 y 1/2  2003
- Campeón del Campeonato de la LEP.M de Parejas 2004
- Campeón del Campeonato de la LEP.M del 4 y 1/2 2007
- Subcampeón del Campeonato de la LEP.M de Parejas 2008
- Campeón del Campeonato de la LEP.M de Parejas 2012

## Finales del Cuatro y Medio
| Año  | Campeón   | Subcampeón | Tanteo | Frontón |
| ---- | --------- | ---------- | ------ | ------- |
| 1997 | Retegi II | Titín III  | 22-21  | Ogueta  |
| 2003 | Nagore    | Titín III  | 22-15  | Ogueta  |
| 2007 | Titín III | Barriola   | 22-15  | Ogueta  |

## Finales de Mano Parejas
| Año         | Campeones                   | Subcampeones                 | Tanteo | Frontón   |
| ----------- | --------------------------- | ---------------------------- | ------ | --------- |
| 1992-93 (1) | Alustiza - Maiz II          | Titín III - Arretxe          | 22-20  | Ogueta    |
| 1993-94     | Titín III - Arretxe         | Retegi II - Beloki           | 22-14  | Ogueta    |
| 2000        | Titín III - Lasa III        | Unanue - Errasti             | 22-19  | Ogueta    |
| 2004        | Titín III - Goñi III        | Martínez de Irujo - Lasa III | 22-10  | Atano III |
| 2008        | Olaizola II - Mendizábal II | Titín III - Laskurain        | 22-17  | Ogueta    |
| 2012        | Titín III - Merino II       | Xala - Laskurain             | 22-15  | Bizkaia   |

(1) En la edición de 1992-93 se disputaron dos torneos por la falta de acuerdos entre las dos empresas de pelota mano, Unidas-Reur y Asegarce.